# Boeing P-26 Peashooter
Boeing P-26 Peashooter (angleško Puhalka) je bilo ameriško lovsko letalo druge svetovne vojne.

## Zgodovina letala
Letalo so začeli projektirati pod delovnim imenom Boeing Model 248 v septembru leta 1931. Bilo je prvo povsem kovinsko enokrilno letalo v zgodovini letalske industrije v ZDA. Letalo je imelo odprto pilotsko kabino in fiksno (neuvlačljivo) podvozje. Prvi prototip, pod imenom XP-936 je poletel 20. marca 1932. Letalo se je zaradi precej naprej pomaknjenih prednjih koles rado prekucnilo pri čemer je umrlo veliko pilotov. Produkcijska verzija, poimenovana P-26A je zato dobila ojačeno »grbo« za pilotsko kabino, delno spremenjeno strukturo kril ter radijsko postajo. Prvi serijski »Peashooter«, kot so ga ljubkovalno poimenovali piloti, je poletel 10. januarja 1934, celotna serija 111 letal pa je bila končana junija istega leta.
Kasneje so izdelali še dodatnih 25 letal P-26B, ki so bila opremljena z motorjem Pratt & Whitney R-1340-33 Wasp ter 23 P-26C z izboljšanim sistemom za dovajanje goriva ter novim uplinjačem.
Za izvoz so izdelali dodatnih 11 primerkov pod imenom Model 281 za Kitajsko ter enega za Španijo.
Kljub temu, da je bilo letalo ob začetku druge svetovne vojne že zastarelo, je postal P-26 prvi ameriški lovec, ki je sestrelil japonsko letalo. To se je zgodilo ob japonskem napadu na Filipine, ko sta dva Boeinga P-26 s filipinskima pilotoma prestregla japonske bombnike in dva od njih sestrelila. Obramba Filipnov je namreč temeljila na 26 lovskih letalih te vrste, večina od njih pa je bila uničenih na tleh ob japonskem bombardiranju.
Ta akcija pa ni bila prva, ki jo je videlo to letalo. Prvi spopad je to letalo doživelo leta 1937 nad Kitajsko, ko so se izvozni modeli 281 spopadli z japonskimi lovci v drugi kitajsko-japonski vojni.
Američani so letalo umaknili iz uporabe leta 1942, zadnji primerki pa so leteli v enotah gvatemalskega vojnega letalstva do leta 1957.
Skupaj so izdelali 170 primerkov tega lovskega letala, do danes pa sta se ohranila dva primerka, ki še vedno letita.

## Uporabniki
- Filipini
- Gvatemala
- Kitajska
- Panama
- Španija
- Združene države Amerike